# Rodini Park
Der Rodini Park (Πάρκο Ροδίνι Parko Rodini) ist ein Park auf der griechischen Insel Rhodos im südlichen Teil von Rhodos (Stadt), etwa 3 Kilometer vom Stadtzentrum entfernt. Der Park wurde in seiner heutigen Form von den Italienern in der Zeit der Besetzung in einer Schlucht angelegt, deren Eingang sich an der Straße nach Lindos befindet. Im Park, entlang des Baches, gibt es antike Grabdenkmäler und Höhlen, die als Kultstätten oder Nymphäen (Brunnenhäuser) dienten und im 3. und 2. Jahrhundert v. Chr. entstanden sind. Es war die antike Nekropole von Rhodos, die heute bekannt ist als Nekropole Korakonerou, die in der hellenistischen und römischen Zeit genutzt wurde. Der Landschaft ist von einer besonderen natürlichen Schönheit.
Die Italiener führten 1924 eine archäologische Untersuchung in der Gegend durch und restaurierten die Gräber der Ptolemäer und das römische Aquädukt, das sich neben dem Eingang zum Park befindet. 1929 verwandelten sie das Tal in einen Park, indem sie Dämme, künstliche Seen, Kanäle und Brücken bauten, Wege entlang des Baches anlegten und Springbrunnen, Pavillons und Bänke installierten. Sie gestalteten auch das bestehende Café um und bauten ein Café-Restaurant, das 1939 erweitert und zu einem Unterhaltungszentrum wurde. Die Arbeiten zur Gestaltung des Parks wurden 1930 abgeschlossen. Sie brachten Fische, Schildkröten, Enten und Pfauen in den Park und errichteten einen kleinen Zoo. Der Park wurde nach den Bombenangriffen der Alliierten im Zweiten Weltkrieg restauriert.
Unter den archäologischen Denkmälern im Rodini-Park sticht das Grab der Ptolemäer hervor. Es handelt sich um ein quadratisches Mausoleum mit den Maßen 28,5 mal 28,5 Meter, das in den Fels gehauen wurde. Es verfügt über ein längliches Vestibül und eine rechteckige Kammer, in die Stellplätze für die Sarkophage eingemeißelt sind. Zu den weiteren Denkmälern gehört das sogenannte korinthische Grab, das aus drei in den Fels gehauenen unterirdischen Kammern mit Nischen besteht, in denen Statuetten, Sockel und Altäre aufgestellt wurden.
Von 2018 bis 2020 wurden im Rodini Park im Rahmen eines EU-Förderprojektes die Gehwege saniert, Brücken repariert, Aufräumarbeiten durchgeführt und Wegweiser installiert.